# Nagyhódos
Nagyhódos ist eine ungarische Gemeinde im Kreis Fehérgyarmat im Komitat Szabolcs-Szatmár-Bereg.

## Geografische Lage
Nagyhódos liegt 85 Kilometer östlich des Komitatssitzes Nyíregyháza und 26 Kilometer südöstlich der Kreisstadt Fehérgyarmat, am linken Ufer des Flusses Túr und grenzt im Osten an die Ukraine. Ungarische Nachbargemeinden sind Kishódos und Garbolc. Jenseits der ukrainischen Grenze liegt vier Kilometer nordöstlich der Ort Welyka Palad.

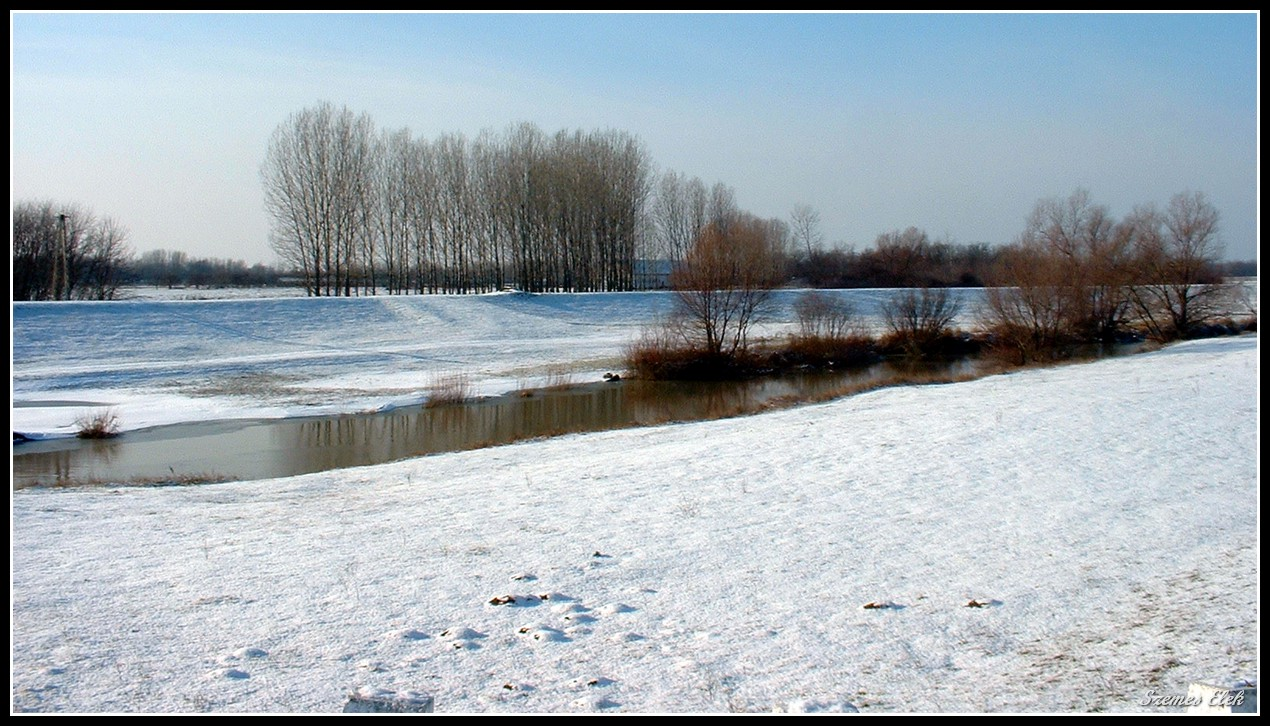
Der Fluss Túr bei Nagyhódos

## Geschichte
Im Jahr 1913 gab es in der damaligen Kleingemeinde 82 Häuser und 429 Einwohner auf einer Fläche von 1336 Katastraljochen. Sie gehörte zu dieser Zeit zum Bezirk Szatmárnémeti im Komitat Szatmár.

## Sehenswürdigkeiten
- Griechisch-katholische Kirche Illés próféta mit einem hölzernen Glockenturm neben der Kirche
- Reformierte Kirche, erbaut und erweitert Ende des 18. und im 19. Jahrhundert
- Weltkriegsdenkmal (I. világháborús emlék)

## Verkehr
Durch Nagyhódos verläuft die Landstraße Nr. 4143, von der die Nebenstraße Nr. 41133 abzweigt und zur ukrainischen Grenze führt. Die nächstgelegene  Haltestelle der Eisenbahn befindet sich zehn Kilometer südwestlich in Rozsály.